# Кшемень (Маковський повіт)
Кшемень (пол. Krzemień) — село в Польщі, у гміні Карнево Маковського повіту Мазовецького воєводства.
Населення — 144 особи (2011).
У 1975-1998 роках село належало до Цехановського воєводства.

## Демографія
Демографічна структура станом на 31 березня 2011 року:
|          | Загалом | Допрацездатний вік | Працездатний вік | Постпрацездатний вік |
| -------- | ------- | ------------------ | ---------------- | -------------------- |
| Чоловіки | 70      | 20                 | 46               | 4                    |
| Жінки    | 74      | 19                 | 36               | 19                   |
| Разом    | 144     | 39                 | 82               | 23                   |